# غازی قوبعه
غازی قوبعه (انگلیسی: Ghazi Koubba؛ زادهٔ ۲۸ اکتبر ۱۹۷۲) بازیکن والیبال اهل تونس بود.